# Wes Bentley
Wes Bentley, född 4 september 1978 i Jonesboro, Arkansas, är en amerikansk skådespelare känd bland annat för rollerna som Ricky Fitts  i filmen American Beauty, Blackheart i Ghost Rider, Seneca Crane i The Hunger Games och som Jamie Dutton i Yellowstone.

## Filmografi i urval
- 1999 – American Beauty
- 2007 – Ghost Rider
- 2012 – The Hunger Games
- 2014 – Interstellar
- 2014 – American Horror Story: Freak Show (TV-serie)
- 2015 – American Horror Story: Hotel (TV-serie)
- 2016 – Peter och draken Elliott